# Teatro dell'Olivo
Il teatro dell'Olivo è un teatro situato a Camaiore.

## Storia e descrizione
Ubicato nel centro del capoluogo, proprio accanto alla chiesa di San Vincenzo, il teatro dell'Olivo è uno dei più antichi della lucchesia. La sua origine infatti risale alla metà del Seicento per iniziativa dell'Accademia dei Deboli che ristrutturò allora un filatoio di lana.
Il teatro che all'inizio si presentava come una sala adattata venne ristrutturato verso il 1770: la sala prese una forma ovale e fu dotata di palchetti.
Nel 1920, oltre alla trasformazione in galleria dell'ultimo ordine di palchi e del loggione, vennero rinnovate tutte le decorazioni per opera del pittore Domenico Ghiselli. Come molti altri teatri di queste dimensioni, dopo aver riportato gravi danni durante l'ultimo conflitto mondiale e dopo i risarcimenti eseguiti dal Genio civile, ha svolto ancora un'attività prevalentemente cinematografica prima della chiusura avvenuta negli anni cinquanta.
Dopo un lungo periodo di abbandono e dopo essere stato acquisito dall'amministrazione comunale, alla metà degli anni ottanta è stato avviato un vasto progetto di recupero sia strutturale che funzionale su progetto dell'architetto Riccardo Gizdulich.
Negli ultimi due anni e con un impegno finanziario di circa 2 milioni di euro, si è conclusa anche l'ultima fase dei lavori e finalmente nell'agosto del 2003 quello che può essere considerato il teatro più vecchio della provincia è tornato a funzionare con uno spettacolo dedicato all'artista Giorgio Gaber.